# イスラム経済
イスラム経済（イスラムけいざい）あるいはイスラム経済学（Islamic economics）とは、イスラム研究のうち、シャリーア（イスラム法）で禁じられているリバー（利潤）の追求を目的としないイスラム銀行をはじめ、経典や伝統に基づくイスラム世界固有の経済秩序を究明する学問を指す。本分野は1940年代末に端を発し、1960年代半ば以降隆盛を見たのみならず、銀行制度については1970年代に発展した。イスラム経済の中核を成す特色は、コーランやスンナ、そして財政政策の基礎とも言うべきザカート税に由来する「行動規範」とされる。このため富の公正な分配や社会的弱者の救済などに対する国家の役割を重視する立場から、イスラム経済を社会主義や資本主義でもない「第三の道」と捉えるのが一般的である。

## 歴史
イスラムの伝統的な経済概念は以下の要素から構成される。
- ザカート（喜捨、zakat） - 収穫物など特定の商品に対する課税を指し、貧困層への援助をはじめ使途を限定した支出に用いられる。
- ガラル（Gharar） - 契約の際如何なる不確実性をも禁じることで、保険のみならず金銭の貸借にも適用される。
- リバー(Riba) - 高利貸しを意味する言葉だが、現代のイスラム経済学者の間では寧ろ利潤一般を指すことが多い[5]。

これらはイスラム法における他の概念と同様、ムハンマドの言行や逸話などの集大成と位置づけられるが、慣習やイスラム法学者の総意に基づくものもある。

### イスラム世界における初期の改革
初期のイスラム理論は、参加者が皆公平に扱われるような新秩序の構築に向け、筋の通った経済制度を形成したとする見解がある。例えばマイケル・ボナーによると、イスラム世界は14世紀頃まで貧困が蔓延っており、この体制下で神は、ザカートの奨励やリバーの厳禁を通じて富裕層から貧困層への富の還流を促し、貨幣や商品の流れを浄化したとしている。また、ムハンマドが貧しい商人に対しテントを無償で与え給うたともボナーは主張する。

### 初期ムスリムの経済思想

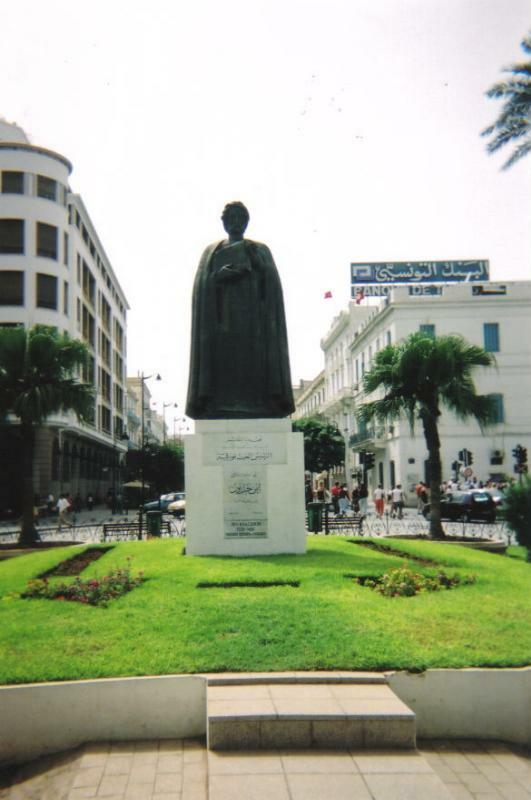
イブン・ハルドゥーン像（チュニスにて）

初期のムスリムは、クルアーンやムハンマドの言行録であるスンナに基づき、ある程度の経済分析を行った。中でも現代経済学の父と称されるイブン・ハルドゥーン（1332年 - 1406年）が有名だが、彼は自著『歴史序説（Kitab al-Ibar）』にて独自の経済・政治理論を展開した。同書では文明の栄枯盛衰の要因としてアサビーヤ（asabiyya、社会的結束力、集団内の連帯意識の意）を挙げており、多くの社会勢力は型を打ち破る急激な変化があるものの、それ自体は循環的であると見た。また、アサビーヤに関連して分業の利益についても見解を示し、アサビーヤが強まるほど分業が多岐にわたり、経済成長が達成されると考えた。経済発展は需要と供給を共に刺激し、両者は何れも物価によって決まるとした。この他、人口増加や人的資源の経済発展に対する影響に関して、ミクロ経済学的な考察を加えたことでも知られる。実際のところ、人口増加は富の直接的な関数であるとハルドゥーンは考えていた。
イブン・ハルドゥーン以外に初期イスラム社会で経済を論じたムスリム学者としては、シャイバーニー『所得の書』、ジャーヒズ『商業に関する考察』『商人賛美と官吏非難』、ディマシュキー『商業の功徳』、マクリーズィー『惨禍を取り除くことによるエジプト社会救済の書』などがある。このほか初期イスラム社会の重要なムスリム学者としては、アブ・ハニファやアブ・ユスフ （731年 - 798年）、イブン・スィーナー（アヴィケンナ、980年 - 1037年）、アル・ガザーリー （1058年 - 1111年）、アル・マワーディ （1075年 - 1158年）らがいる。

### カリフ時代における経済
アラブ農業革命により、性や民族、宗教に関係なく土地の売買などが認められた結果、社会にも少なからぬ変化が生じた。農業や工業、商業のほか雇用に関する商取引に際しては、クルアーンに基づき署名が必要とされ、関係各者は契約書の写しの保持を義務付けられた。
一方、8世紀から12世紀にかけて市場経済や商人資本主義をはじめとして、原基資本主義とでも言うべきものはカリフ時代にも存在した。従来は別々の通貨を用いていた地域を統合しディナールを広めたことで貨幣経済が発展したほか、これに伴い小切手や約束手形、複式簿記など今日でも用いられる会計技術が生まれた。また、国家から独立した株式会社に類する組織が存在したのも、中世イスラム世界においてである。こうした概念の多くは後の13世紀以降、中世ヨーロッパでも受容、発展を遂げることとなった。
福祉や年金といった概念は、五行の1つであるザカートの形で7世紀以降イスラム法に明記されている。イスラム政府の国庫に納められた税金（ザカートやジズヤを含む）は、貧困層や高齢者、孤児や未亡人の他障害者など社会的弱者に対して配分された。また、イスラム法学者のアル・ガザーリーによると、政府は災害や飢饉の発生の際全域に食料を供給することが期待されていたため、カリフ時代を福祉国家の先駆けとする説がある。

### ポストコロニアルの時代
現代のポストコロニアル時代に入ると、経済学を含め西洋思想がイスラム世界にも影響を及ぼし始め、イスラム独自の経済学を模索する動きが見られるようになった。イスラム教は「精神的支柱のみならず生活基盤」である以上、非イスラム世界とは別の、そしてそれよりも優れた経済体制を確立する必要があったが、現在までのところイスラム経済（学）についての明確な合意は得られていない。
1940年代には、南アジアのイスラム復興運動の指導者だったマウドゥーディーが経済を論じた。ヨーロッパによる近代資本主義の不公正を批判しつつ、その利点を活用するというアプローチをとる。イスラムにおける公平の理念に反しない私的所有権の容認、ザカートによる所得再分配の必要性などを主張し、マウドゥーディーの経済論は経済学者やイスラム法学者に影響を与えた。パキスタンのラホールでは、1945年にアンワール・イクバール・クレイシー『イスラームと利子の理論』、1947年にマフムード・アフマド『イスラームの経済学』が出版されており、現在のイスラム金融でムダーラバやムシャーラカと呼ばれる手法が提起されている。ムダーラバを用いるアイデアは1950年代のムハンマド・ウザイルの著作や、1969年のスィッディーキー『利子のない銀行』で2段階ムダーラバ論として理論的に発展した。他にもサドル『無利子銀行論』などが存在する。
1960年代から1970年代にかけて、シーア派系の思想家を中心に独自のイスラム経済思想が展開しており、特にアル・サドルはイスラム経済の概念をほぼ独力で発展させたと言われる。サドルらは資本主義やマルクス主義といった、非イスラム圏の理論を論駁する傍ら、イスラムを社会正義や富の公正な配分、そして社会的弱者の救済に与する宗教と規定する傾向が強い。民間の経済活動が一定の範囲内で許される一方で、土地や企業の公的所有（所謂「大きな政府」）を求めるこうした経済思想は、イラン革命にも影響を与えた。1980年代から1990年代にかけては、イラン革命後の共和国政府による経済政策が失敗したことや、非イスラム世界における共産主義国家並びに社会主義政党の崩壊や解散により、政府所有や規制を旨とするイスラム経済は説得力を失っていった。
イスラム経済という語は、利子の追求を目的としないイスラム銀行の設立へと舵を切ることで、形を変えながら今もなお生き永らえている。ムスリムの銀行家や宗教指導者の中には、社会的投資という現代的な概念をイスラム法に適合させる手段として、これを提起する動きがある。イスラーム金融のムシャーラカを用いたマイクロファイナンスや、近代以前からの制度であるワクフを裏付けとしたスクーク発行も関心が高まっている。学術においては、1976年には、サウジアラビアのマッカで第1回近代イスラーム経済学国際会議が開催され、この会議において研究動向が整理され、特にイスラーム金融の成長が著しい2000年以降は活発となっている。

## 伝統的アプローチ
イスラム法は神の美徳を体現したものとされるものの、こと経済に関わる問題となると、生産や再分配、そして財やサービスの消費という体系的な学問という意味での「経済学」とは縁が薄く、あくまでイスラム教の範囲内に留まることが多い。例えば伝統的なウラマーであるイマーム・ホメイニの著書には、経済問題を扱っているにも拘らず「経済」という語が出てくることはないし、売買についても巡礼との関わりから触れる程度である。オリバー・ロイは彼の一連の作品を「倫理的観点から発せられた個人的行動としての経済問題に終始している」と論じたことからも、その性格が見て取れよう。

### 財産
クルアーンでは、彼此を問わず神が万物に対する唯一の所有者である一方で、人類は地球上における神の代理人とされ、神の所有物を引き受ける存在とされている。このため、イスラム法学者は財産を公有、国有、私有という3つの範疇に分け、その性格を論じた。

#### 公有財産
イスラム教における公有財産とは森林や牧草地、荒野、水、そして鉱物、海洋資源など、全人類が利用権を等しく有する天然資源を指す。かかる資源は共同体の共有財産とされることから、イスラム諸国では公的管理の下に置かれ、他者の権利を侵害しない限り全国民が利用することができる。
また、イスラム法により民営化してはならない公有財産もある。「人は水、エネルギー、そして農地の3つと共にある」というムハンマドの言い伝えを固守し、3者の民営化は許されないものと解釈する学者が存在する。一方、金山のような公有財産は、国家に税金を納めるのならば民営化が許されており、民営化された公有財産の所有者はザカートや、場合によってはフムスを払わなければならない。なお、公有財産の民営化や国有化に当たっては、イスラム学者の間で議論を行うこととされており、その後公有財産は最終的に国有又は私有財産となる。

#### 国有財産
民営化が不可能な他の財産のみならず特定の資源を含む。具体的には、征服や平和的手段により取得した動産又は不動産である。また、未開拓の土地をはじめ、所有権の確定していないか相続人の存在しない財産も国有財産と見なされる。ムハンマドの生前は戦場で敵軍から入手した武器の5分の1が国有財産とされた。その治世中、アリーの勧めにより、ウマルは征服地を私的財産ではなく国有財産と見なした。その理由は、かかる財産を民営化すると少数の手に渡り、共同体の一般善を実現することが不可能となるためである。こうした財産は耕作者の占有の下に据え置かれ、課せられた税金は国庫に収納された。

#### 私有財産
イスラム法学者及び社会科学者の間では、イスラム教が個人の私的所有権を認め擁護しているとの総意が存在する。クルアーンには課税、相続、窃盗の禁止、所有の合法性、慈善事業の推奨、その他私的財産に関して広範囲にわたる規定があり、ムハンマドは「自らの財産を守って死ぬ者は殉教者に似たり」とさえ言い残している。
私有財産の獲得については非随意的、契約的、そして非契約的という3つの分類が存在する。非随意的手段は相続や遺贈、贈与全般を、契約的獲得は貿易や買収、雇用などをそれぞれ指し、本来私有財産とされていなかった天然資源の開発を行う場合は非契約的となる。なお、公共の福祉に反すると判断された場合、私的所有権は一定の制限を受ける。

### 市場
イスラム教は市場を調整機能を有する機構として認めており、その教えにおいても、市場では完全競争を通じて適切な値段で商品を売買することが可能であるとしている。ただし市場の運営に際しては、次の3つの条件が必要である。
- 交換の自由 - クルアーンは貿易に従事する信者が存在することを前提としているため、貿易を禁じる主張とは距離を置く[37]。
- 私的所有権 - 上記記述を参照のこと。
- 契約の保証 - クルアーンは契約の遂行と監視について規定しており[38]、とりわけ商取引に関してはクルアーン最長の節を有する[39]。

### 経済への介入
イスラム教は経済的自由を擁護するものの、公共の福祉に反する場合など特殊な事情下においてのみ、政府の介入を認めている。例えば、市場を支配するに至った一握りの買い手または売り手による価格協定を禁じているが、これはムハンマドの時代に、農家から農作物を安く買い叩き、メディナ市民には高値で売り付ける行為が、少数の商人集団の間で横行したためである。

### 福祉
社会福祉や失業、公債そしてグローバリゼーションについては、イスラム教の規範並びに価値の観点から再検討されてきた。イスラム銀行は近年イスラム世界で成長を遂げたものの、西洋の銀行と比するとグローバル経済において劣勢に立たされている。そうした中、古典的なイスラム的価値に拠りながらも金融業を営むグラミン銀行が、人的資源開発理論の支持者を中心に注目を浴びている。